# Langnæbbet delfin
Den langnæbbede delfin (Stenella longirostris) er en lille delfin, der findes ret almindeligt i mest tropiske havområder over hele Jorden. Den er berømt for sine akrobatiske spring, hvor den roterer om sin egen akse.

## Udbredelse og taksonomi
Arten blev videnskabeligt beskrevet af John Edward Gray i 1828. Der er i øjeblikket fire anerkendte underarter.
- S. l. longirostris, den mest udbredte underart, der især findes omkring øer i Atlanterhavet, det Indiske Ocean og i den vestlige og centrale del af Stillehavet
- S. l. orientalis, findes på åbent hav i den tropiske del af det østlige Stillehav.
- S. l. centroamericana, findes kystnært fra det sydlige Mexico til Costa Rica.
- S. l. roseiventris, en dværgform, der findes på lavt vand i Sydøstasien, bl.a. Thailandbugten.

En hybridform mellem de to førstnævnte underarter, som kan kendes på sin hvide bug, findes i det østlige Stillehav.
Artsepitetet longirostris betyder 'langnæbbet' på latin.

## Beskrivelse
Langnæbbet delfin varierer meget i kropsform, størrelse og farvetegning. Normalt findes tre adskilte farvefelter, en mørk rygkappe, en lysere flanke og en hvidlig bug. Den østlige Stillehavs-race (S. l. orientalis) har dog en overvejende grå krop. I forhold til andre delfiner kendes den bedst på et langt næb, en opret rygfinne og de snurrende spring. Rygfinnen kan endda være lænet lidt fremad på ældre hanner i det østlige Stillehav.
Voksne individer kan variere i størrelse fra 130 til 210 cm og veje fra 45 til 75 kg. Hunner bliver gennemsnitligt kønsmodne i en alder af fem år, mens hanner bliver det efter omkring otte år. Levetiden vurderes til normalt at være 20 år. Det længstlevende kendte individ blev 26 år.
Langnæbbet delfin lever i flokke på 5 til 200 dyr, undertiden ses den i flokke på tusind dyr. Når den springer op af vandet, kan den snurre rundt om sin egen længdeakse op til syv gange, men kan også foretage normale spring. Kun clymenedelfinen kan på samme måde snurre rundt om sig selv, men gør det sjældnere.
Den ses ofte sammen med pantropisk plettet delfin.

## Trusler
Fra slutningen af 1950'erne indtil 1970'erne blev bestanden af den østlige Stillehavs-race (S. l. orientalis) reduceret med over 70 procent fra oprindelig 1,2 millioner individer, fordi dyrene blev dræbt i forbindelse med tunfiskeri. Bestanden er nu i bedring, men klassificeres alligevel som sårbar.
De fleste langnæbbede delfiner er nataktive og hviler derfor om dagen. Turister i turbåde menes at være forstyrrende, især omkring Hawaii, Bali og brasilianske Fernando de Noronha.